# علف بوریا (سرده)
علف بوریا، علف نیزار، اروا (نام علمی: Agrostis) نام یک سرده از تیره گندمیان است. این جنس در ایران ۵ گونه گیاه گندمی چند ساله دارد که اغلب در چمن زارهای مرطوب کوهستانی و بیشه زارهای جنگلی می‌رویند.